# Kazuyuki Otsuka
Kazuyuki Otsuka (大塚 和征 Otsuka Kazuyuki?, nacido el 7 de julio de 1982 en Kumamoto) es un exfutbolista japonés. Jugaba de centrocampista y su último club fue el V-Varen Nagasaki de Japón.

## Trayectoria

### Clubes
| Club             | País  | Año         |
| ---------------- | ----- | ----------- |
| Avispa Fukuoka   | Japón | 2001 - 2007 |
| V-Varen Nagasaki | Japón | 2006        |
| V-Varen Nagasaki | Japón | 2008 - 2010 |